# دهستان شعیبیه شرقی
دهستان شعیبیه شرقی نام دهستانی در بخش شعیبیه شهرستان شوشتر، استان خوزستان در ایران است. بر اساس سرشماری مرکز آمار ایران در سال ۱۳۸۵، جمعیت آن ۷۳۱۴ نفر (۱۲۰۳ خانوار) بوده‌است.